# Imogen Poots
Imogen Poots (Londen, 3 juni 1989) is een Britse actrice.

## Biografie
Poots is geboren in de wijk Hammersmith en opgegroeid in de wijk Chiswick in het centrum van de Britse hoofdstad. Haar beide ouders werkten als journalist. Op haar veertiende volgde ze een improvisatieworkshop bij het theatergezelschap Young Blood. Ze wilde eerst dierenarts worden, maar verkoos een carrière als actrice nadat ze flauwviel toen ze een operatie op een kat bijwoonde. Ze werd ook toegelaten tot de prestigieuze Courtauld Institute of Art, maar schoof die studie op de lange baan om te gaan acteren.

## Carrière
Poots' eerste rol was in een aflevering van de BBC-reeks Casualty. Toen ze zeventien was, had ze een klein rolletje in de film V for Vendetta. Haar eerste grote rol was in de Britse horrorfilm 28 Weeks Later uit 2007, gevolgd door de films Cracks en Centurion. In 2011 en 2012 was ze te zien in de Amerikaanse films Fright Night en A Late Quartet.
In 2013 speelde ze een hoofdrol in Greetings from Tim Buckley, The Look of Love en Jimi: All Is by My Side, in 2014 gevolgd door That Awkward Moment en Need for Speed, en in 2015 door She's Funny That Way, Knight of Cups en Green Room.
In 2016 en 2017 had ze hoofdrollen in Frank & Lola, Sweet Virginia, I Kill Giants en The Art of Self-Defense. Nog in 2016 speelde ze een rol in het toneelstuk Who's Afraid of Virginia Woolf?, en een hoofdrol in de televisieserie Roadies.
- Bibsys: 9053057
- Biblioteca Nacional de España: XX5452924
- Bibliothèque nationale de France: cb16718443q (data)
- Gemeinsame Normdatei: 136790208
- International Standard Name Identifier: 0000 0000 7884 0617
- Library of Congress Control Number: no2009141022
- MusicBrainz: af99ae03-92e4-42f7-9233-ba3e3466d46b
- Nationale Bibliotheek van Tsjechië: xx0199969
- Nationale Bibliotheek van Israël: 987010984239605171
- Nederlandse Thesaurus van Auteursnamen: 371387205
- Système universitaire de documentation: 150649975
- Virtual International Authority File: 81076058
- WorldCat: E39PBJpDW8BFdyBtPtY38hvvHC